# Emil Kapaun
Emil Kapaun (20. dubna 1916 Pilsen (Kansas), USA – 23. května 1951 Pyokdong, KLDR) byl americký římskokatolický kněz českého původu. V katolické církvi probíhá jeho kanonizační proces.

## Život
Narodil se v rodině českých přistěhovalců. V roce 1940 byl vysvěcen na kněze a v roce 1944 vstoupil do armády, kde sloužil jako vojenský kaplan. V letech 1945–46 sloužil v Indii a Barmě. Poté absolvoval postgraduální studium na katolické univerzitě ve Washingtonu. V roce 1948 se vrátil ke službě vojenského kaplana, o dva roky později byl z Japonska povolán do Severní Koreje.

Během korejské války byl v listopadu 1950 zajat v bitvě o Unsan. Zemřel v zajetí 23. května 1951 ve věku 35 let. Posmrtně byl vyznamenán Distinguished Service Cross. V současnosti probíhá jeho kanonizační proces. Dne 11. dubna 2013 obdržel od Baracka Obamy posmrtně nejvyšší americké vojenské vyznamenání Medaili cti.

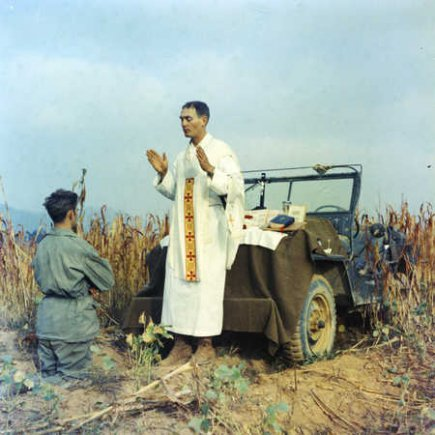
Otec Emil Kapaun sloužící mši svatou na kopotě jeepu (1950)

| „             | Skutky Pána Ježíše dosvědčily, kým byl. Naše skutky ukážou, kým jsme my. | “ |
| — Emil Kapaun |                                                                          |   |

## Úcta
Jeho beatifikační proces započal dne 26. října 2007, čímž obdržel titul služebník Boží. Dne 24. února 2025 podepsal papež František dekret o jeho oběti života.